# Ancyloscelis saltensis
Ancyloscelis saltensis là một loài cánh màng trong họ Ong mật. Loài này được Rodriguez & Roig-Alsina mô tả khoa học năm 2004.